# Dalzell (Illinois)
Dalzell es una villa ubicada en el condado de Bureau en el estado estadounidense de Illinois. En el Censo de 2010 tenía una población de 717 habitantes y una densidad poblacional de 278,23 personas por km².

## Geografía
Dalzell se encuentra ubicada en las coordenadas 41°21′9″N 89°10′12″O / 41.35250, -89.17000. Según la Oficina del Censo de los Estados Unidos, Dalzell tiene una superficie total de 2.58 km², de la cual 2.55 km² corresponden a tierra firme y (1.01%) 0.03 km² es agua.

## Demografía
Según el censo de 2010, había 717 personas residiendo en Dalzell. La densidad de población era de 278,23 hab./km². De los 717 habitantes, Dalzell estaba compuesto por el 95.82% blancos, el 0.28% eran afroamericanos, el 0.28% eran amerindios, el 0.98% eran asiáticos, el 0% eran isleños del Pacífico, el 1.26% eran de otras razas y el 1.39% pertenecían a dos o más razas. Del total de la población el 3.63% eran hispanos o latinos de cualquier raza.